# Wildpark Mühletäli
Koordinaten: 47° 20′ 31,3″ N, 7° 55′ 21,3″ O; CH1903: 636573 / 243576
Der Wildpark Mühletäli befindet sich in Starrkirch-Wil am Ende der Wildparkstrasse an der Gemeindegrenze zu Olten im Schweizer Kanton Solothurn. Er gehört zu einem wichtigen Naherholungsgebiet der Stadt.

## Beschreibung
Der Wildpark Mühletäli wurde im Jahr 1951 eröffnet und liegt am Eingang des vom Mülitälibach durchflossenen Mülitälis. Als Vorbilder dienten der Wildpark Roggenhausen und der Wildpark Zofingen. Orientierungstafeln an den Gehegen vermitteln dem Besucher nähere Informationen über die verschiedenen Tierarten.
Der Wildpark beherbergt vorwiegend nach Mitteleuropa eingeführte Tierarten. In den Gehegen werden unter anderem Damhirsche und Sikahirsche sowie Waschbären und Mufflons gehalten. Der Eintritt ist frei und rund um die Uhr das ganze Jahr möglich. Das Füttern der Tiere ist nur mit dem im Wildpark erhältlichen Futter erlaubt. Mit dem laufenden Projekt «Mehr Licht im Park» sollen Gehege und Unterkünfte erneuert werden.

## Erreichbarkeit
Für Motorfahrzeuge ist die Zufahrt nicht möglich, Parkplätze befinden sich beim Einkaufszenter Wilerfeld. Von dort ist der Wildpark in rund 10 Gehminuten erreichbar. Der Wildpark ist unter anderem Ausgangspunkt für Wanderungen zum Sälischlössli und zum Engelberg.